# Кадваллон ап Кадван
Кадва́ллон ап Кадван (валл. Cadwallon ap Cadfan, лат. Catuvellaunus, англ. Catwald; ок. 600—634) — король Гвинеда с 625 года. Кадваллон является, пожалуй, единственным валлийским правителем, которому удалось в результате ряда военных побед захватить на небольшой период времени значительные англосаксонские территории.

## Биография
Большинство историков считает, что Кадваллон стал королём Гвинеда после смерти отца Кадвана ап Иаго. Однако, по мнению историка Алекса Вульфа, Кадваллон как сын Кадвана был ошибочно введён в генеалогии. Вместо этого Вульф предположил, что Кадваллон был сыном Гвидгуна, одного из сыновей Сауила Высокомерного, правителя некоторых земель на так называемом Древнем Севере.
Бо́льшая часть периода правления Кадваллона ап Кадвана проходила в военном противостоянии с королевствами Нортумбрии. Причиной этому послужила экспансия короля Дейры и Берниции — Эдвина на запад. Претензии этого властителя на доминирование среди англосаксонских королей и поддержка правителя Восточной Англии Редвальда позволили Эдвину присоединить к своим владениям бриттское королевство Элмет и англосаксонское — Линдси. Затем, по словам Беды Достопочтенного, «он подчинил даже острова Мевании» — то есть острова Мэн и Англси, бывший гвинедским владением.
Первое упоминание Кадваллона в источниках связано с завершающим этапом вторжения Эдвина на территорию Уэльса. «Анналы Камбрии» содержат запись за 629 год: «Осада короля Кадваллона на острове Гланнайк». В результате поражения на этом небольшом острове к западу от Англси король Гвинеда вынужден был бежать. Сохранившаяся валлийская поэзия и валлийские триады изображают Кадваллона как героического лидера, сражавшегося против Эдвина. Они ссылаются на битву при Диголле (Длинная Гора) и упоминают, что Кадваллон провел некоторое время в Ирландии , прежде чем вернуться в Британию, чтобы взять реванш.
Данные о деятельности Кадваллона в изгнании содержатся лишь в «Истории бриттов» Гальфрида Монмутского и её валлийском варианте «Хронике ранних бриттов». По их версии Кадваллон сначала скрывался в Ирландии, затем через остров Гернси прибыл в Бретань ко двору короля Арморики — Соломона. Получив военную поддержку армориканских бриттов, Кадваллон высаживается в Британии и, снимая осаду мерсийцев с Эсконии (валл.  Caer-Uisc, совр. Экзетер), вынуждает короля Мерсии Пенду присоединится к нему. Позднее он скрепляет союз с мерсийским правителем браком с сестрой Пенды — Элкфритой.
Вне зависимости от степени достоверности сведений «Истории бриттов» действительно формируется альянс Пенды и Кадваллона. Их объединенные силы около 630 года разбили войска Эдвина в битве при Кефн-Диголле (современном Уэлшпуль), а затем в битве при Мейсене (лат. Meicen), по английской традиции называемой битвой при Хэтфилде (англ. Hatfield Chase), 14 октября 633 года (согласно «Анналам Камбрии», в 630 году), в которой погиб король Нортумбрии и его сын Осфрид, а второй сын Эдфрид попал в заложники к Пенде (по данным «Анналов Камбрии» в битве погибли два сына).
После победы над Эдвином Кадваллон и Пенда оккупировали практически всю территорию Нортумбрии. Беда Достопочтенный, как человек, родившийся в Нортумбрии, будучи в значительной степени предвзятым, описывает события следующим образом:
… Тогда началось великое избиение церкви и народа Нортумбрии, причем один из гонителей был язычником, а другой — ещё более жестоким варваром. Ведь Пенда и весь народ мерсийцев были идолопоклонниками и не знали имени Христа, но Кэдвалла, хоть и христианин по имени и исповеданию, был сущим варваром по природе и не щадил ни женщин, ни невинных детей. Со звериной жестокостью он предавал их смерти и мукам и долго разорял их землю, желая стереть с лица Британии весь народ англов.
Однако они не остановились на достигнутом и отогнали нортумбрийцев обратно в их собственное королевство. Здесь они отомстили северным англам, захватили Йорк, осадили Йиверинг (Ад Гефрин) и убили нортумбрийцев на своем пути. Кадваллон так жестоко обращался с ними, что северные англы думали, что все они будут истреблены.
Возможно, притязания Кадваллона ап Кадвана на нортумбрийские земли основывались на его родственных связях с королями бриттского Йорка: он являлся потомком правителя V века Эйниона через его внучку Первеуру верх Рин, жену Рина ап Майлгуна.
Нортумбрия вновь распалась на свои исторические составляющие: Дейра — собственный домен Эдвина, перешла по наследству к его двоюродному брату Осрику, а Берниция — к сыну Этелфрита, предшественника Эдвина, — Энфрита. Осрик предпринял попытку освободить свои земли и осадил в начале 634 года Кадваллона в Йорке Однако гвинедский король, совершив неожиданную вылазку, разбил войско Осрика и убил его самого. После этого Кадваллон в течение года управлял королевством Осрика и по словам Беды Достопочтенного «…владел Нортумбрией не как победоносный король, но как жестокий тиран, разрывающий с устрашающей кровожадностью своих жертв на куски». Король Берниции Энфрит также был вскоре убит Кадваллоном, придя к последнему со свитой всего из двенадцати человек для проведения мирных переговоров.
После убийства Энфрита претендовать на престол Берниции стал его брат — Освальд. Вернувшись из ссылки в Дал Риаде с небольшим войском Освальд разбил валлийского короля в 634 году (в «Анналах Камбрии» — 631 год) в битве при Кад-ис-Гуале («Битва у стены», валл. Cad-ys-gual, лат. Cantscaul) или, согласно англосаксонскому наименованию, при Хэвенфилде (англ. Heavenfield). Кадваллон погиб в этом сражении в месте называемом «Ручей Дионисия». Противоречивые данные свидетельствуют о том, что он, возможно, выжил в битве и умер в 659 году, хотя это маловероятно.
От брака с Элкфритой Мерсийской у Кадваллона остался единственный сын Кадваладр Фендигайд ап Кадваллон, которому на момент гибели отца был только год. После Кадваллона в ущерб Кадваладру престол получил Кадавайл Кадомед ап Кинведу.
Сохранились сведения, что Кадваллон был похоронен в Каэр-Лондейне, под воротами Ладгейт, там, где теперь находится церковь Святого Мартина. Согласно «Гвентианской хронике», Кадваллон умер в 660 году, а согласно Роджеру Вендоверскому — в 676 году.
Джеффри из Монмута, упоминает Маргадуда (Маредида), короля Деметии, который советовал Кадваллону разрешить Пенде сразиться с Освиу, в результате чего Пенда был убит. Это было в 655 году. Питер Бартрум считает этого Маредида фикцией, но по Дэвиду Хьюзу, этот Маредид был, а именно сыном правителя Диведа и Брихейниога - Гулитиена.